# Таллинское производственное швейное объединение имени В. Клементи
Та́ллинское произво́дственное шве́йное объедине́ние и́мени В. Клеме́нти (эст. V. Klementi nimeline õmblustootmiskoondis) — одно из крупных предприятий лёгкой промышленности Эстонской ССР. В Эстонcкой Республике преемник предприятия «PTA Grupp» был объявлен банкротом в 2012 году.

## ВСоветской Эстонии
Производственное швейное объединение имени В. Клементи было основано в 1940 году как предприятие по пошиву белья «Оста». С 1950 года носило название Швейная фабрика имени В. Клементи, с 1969 года — Экспериментальная швейная фабрика имени В. Клементи, с 1971 года — производственное объединение.
Своё название предприятие получило по имени эстонской революционерки Вильгельмины Клементи.
Швейное объединение выпускало платья, блузы, мужские, женские и детские лёгкие пальто и куртки. Имело производственные участки в Вазалемма, Кейла и Рапла и филиал в Пярну с производственными участками в Лавассааре и Тюри. В 1974 году в Таллине по адресу улица Акадеэмия 33 было завершено строительство нового производственного корпуса головного предприятия.
На 1 января 1979 года численность работников объединения составляла 1673 человека.
В объединении работала Герой Социалистического Труда швея-мотористка Элви Коолмейстер (Elvi Koolmeister). Директором с 1975 года была Лууле Аллика (Luule Allika).
В начале 1990-х годов объединение выпускало около миллиона штук швейной продукции в год.
- Логотип и значки ПШО имени В. Клементи

## Кинохроника
Таллинской киностудией художественных и документальных фильмов, киностудией «Таллинфильм» и студией «Ээсти Реклаамфильм» были сняты документальные фильмы о производственном швейном объединении имени В. Клементи:
- 1959 — V. Klementi nim õmblusvabrikus / «На швейной фабрике имени В. Клементи», режиссёр Семён Школьников (Semjon Školnikov)
- 1974 — Klementi nimeline Tallinna Õmblustootmiskoondis / «Таллинское производственное швейное объединение имени Клементи», режиссёр Пеэп Пукс (Peep Puks)
- 1975 — Teenindus V. Klementi nim Tallinna Õmblustootmiskoondises / «Обслуживание на Таллинском производственном швейном объединении имени В. Клементи», режиссёр Реэт Касесалу (Reet Kasesalu)
- 1975 — Lahtiste uste päev V. Klementi nim Tallinna Õmblustootmiskoondises / «День открытых дверей на Таллинском производственном швейном объединении имени В. Клементи», режиссёр Лео Ильвес (Leo Ilves)
- 1982 — Klementi nimeline Õmblus Tootmis Koondis (ÕTK) / «Производственное швейное объединение (ПШО) имени Клементи», рекламный фильм

## В Эстонской Республике
В 1992 году на материально-технической базе производственного объединения имени В. Клементи было создано государственное акционерное общество «Клементи» (эст. RAS Klementi) и в его составе государственное АО «Пярнуская швейная фабрика» (эст. RAS Pärnu Õmblusvabrik) и государственное АО «Рапла Рыйвас» (эст. RAS Rapla Rõivas).
В конце 1993 года Эстонское приватизационное агентство (ЭПА) продало ГАО «Пярнуская швейная фабрика» шведской фирме «Kurt Kellermann AB». Результатом этого явилось сокращение производственной мощности на 40 %, а реструктуризация принесла в 1993 году убыток в размере 5 миллионов крон.
В 1994 году созданное работниками предприятия акционерное общество «Клементи Каубандус» (эст. AS Klementi Kaubandus) выкупило 80% А-акций ГАО «Клементи». В 1994 году убыток предприятия составил 2 миллиона крон.
В 1995 году ЭПА выставило 20% Б-акций АО «Клементи» в открытую продажу. В 1996 году предприятие заработало 4,3 миллиона крон прибыли. Ранее приватизированные дочерние нерентабельные  предприятия в Выру, Рапла и Йыгева были проданы. АО «Клементи» и АО «Клементи Каубандус» были объединены в новое АО «Клементи».
В 2002 году предприятие приобрело торговую марку „PTA”. В 2004 году эта марка была выпущена на рынок, и магазины АО «Клементи» были преобразованы в сеть розничной торговли „PTA”.
В 2006 году предприятие было переименовано в акционерное общество «ПТА Групп» (эст. PTA Grupp AS), в котором было выделено дочернее предприятие АО «Клементи», занимавшееся швейным производством. В первом квартале 2006 года АО «Клементи» заработало 0,5 миллиона крон прибыли, что, по словам председателя его правления Пеэтера Ларина (Peeter Larin), было «хорошим знаком», а прибыль была получена благодаря росту продаж «относительно простых изделий типа джинсов». «При этом классические пальто, плащи и костюмы мы по-прежнему считаем своим сильным местом», — подчеркнул тогда Ларин. В целом розничные продажи группы выросли на 14 %, а в фирменных магазинах в Латвии даже на 76 %.
В 2006 году у предприятия было 12 фирменных магазинов: 7 в Эстонии и 5 в Латвии.
Нетто-оборот АО «Клементи» за 2005 год составил 114,5 миллионов крон.
Численность работников АО «Клементи» в 2006 году была 430 человек.
В 2006-2007 годах предприятие вышло на рынки России, Литвы и Украины. В 2006 году „PTA Grupp AS” объединилось с „Silvano Fashion Group”, в портфель которого входили ведущее латвийское предприятие по производству белья „Lauma Lingerie”, бельевой бренд «Милавица» (эст. SP ZAO Milavitsa) и российская сеть розничных магазинов «Линрет» (эст. ZAO Linret). В новом концерне удельный вес акционеров „PTA Grupp AS” упал до 5,1%.
В 2008 году убыток концерна составил 7,8 миллионов крон.

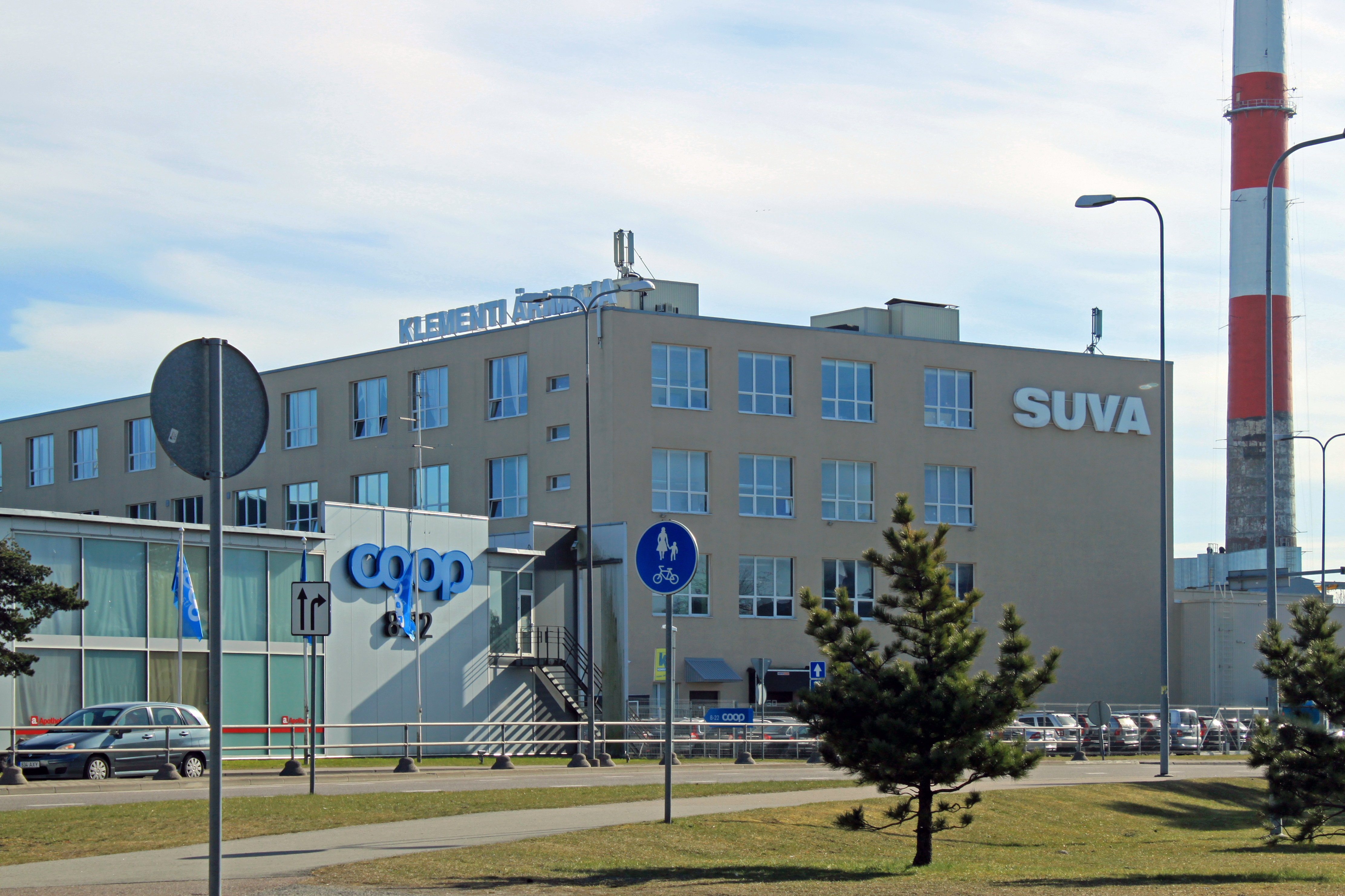
Бизнес-здание "Klementi Ärimaja"

В 2009 году «Сильвано Фэшн Групп» продало все акции акционерного общества «ПТА Групп» обществу с ограниченной ответственностью «ПТА Холдинг» (эст.  PTA Holding OÜ), владельцем которого был Пеэтер Ларин, за 1 миллион евро. На конец 2009 года «ПТА Групп» включало в себя пять дочерних предприятий со своим 100-процентным участием: AS Klementi, SIA Vision, UAB PTA Prekyba, TOV PTA Ukraine и Klementi Trading OY. Деятельностью группы по-прежнему были дизайн, производство и оптовая и розничная продажа женской одежды по маркой „PTA”. Убыток группы составил 16,39 миллионов крон.
В 2011 году АО «Клементи», в котором работало около 100 швей, было объявлено банкротом.
В 2011 году предприятие «PTA Grupp» ходатайствовало о банкротстве, в 2012 году было объявлено банкротом.
В настоящее время главное здание бывшего предприятия превращено в бизнес-здание «Klementi Ärimaja», в котором сдаются помещения под офисы, складские и торговые площади.